# هاکوب کشیشیان
هاکوب نازاری کشیشیان (ارمنی: Հակոբ Նազարի Քեշիշյան؛ زاده ۲۲ دسامبر ۱۹۱۱ - درگذشته ۲۸ نوامبر ۱۹۸۶) نقاش اهل ارمنستان بود. وی بین سال‌های - تا - میلادی فعالیت می‌کرد.

## زندگی‌نامه
وی در ۲۲ دسامبر ۱۹۱۱ در قیصریه در به دنیا آمد .  وی همچنین برنده جوایزی همچون چهره هنری شایسته ارمنستان شوروی (۱۹۵۴) شد. وی در ۲۸ نوامبر ۱۹۸۶ در سن ۷۴ سالگی در ایروان درگذشت.